# Polska Liga Hokejowa (2008/2009)
Polska Liga Hokejowa sezon 2008/2009 rozpoczął się 2 września 2008 meczem TKH Toruń z broniącą tytułu mistrza Polski Cracovią.
Złoty Kij za sezon otrzymali ex aequo Przemysław Odrobny (Stoczniowiec Gdańsk) i Krzysztof Zborowski (Podhale Nowy Targ), a Srebrny Kij Kamil Kosowski (JKH).

## Zespoły
- Cracovia – mistrz
- GKS Tychy
- Podhale Nowy Targ
- Zagłębie Sosnowiec
- Stoczniowiec Gdańsk
- Naprzód Janów
- TKH Toruń
- KH Sanok
- Polonia Bytom
- GKS Jastrzębie

## Sezon zasadniczy

### I etap
L = lokata, M = liczba rozegranych spotkań, Pkt = Liczba zdobytych punktów, W = Wygrane, WpD = Wygrane po dogrywce lub karnych, PpD = Porażki po dogrywce lub karnych, P = Porażki (ogółem), G+ = Gole strzelone, G- = Gole stracone, +/− Różnica bramek
| L   | Klub                | M  | Pkt | W  | WpD | PpD | P  | G+  | G-  | +/−  |
| --- | ------------------- | -- | --- | -- | --- | --- | -- | --- | --- | ---- |
| 1.  | Podhale Nowy Targ   | 36 | 75  | 23 | 2   | 2   | 9  | 154 | 93  | +61  |
| 2.  | Cracovia            | 36 | 73  | 21 | 5   | 0   | 10 | 154 | 84  | +70  |
| 3.  | Stoczniowiec Gdańsk | 36 | 72  | 21 | 2   | 5   | 8  | 135 | 104 | +31  |
| 4.  | Zagłębie Sosnowiec  | 36 | 63  | 19 | 0   | 6   | 11 | 139 | 117 | +22  |
| 5.  | Naprzód Janów       | 36 | 59  | 17 | 3   | 2   | 14 | 136 | 119 | +17  |
| 6.  | GKS Tychy           | 36 | 55  | 16 | 3   | 1   | 16 | 121 | 97  | +24  |
| 7.  | GKS Jastrzębie      | 36 | 54  | 16 | 2   | 2   | 16 | 122 | 112 | +10  |
| 8.  | TKH Toruń           | 36 | 42  | 7  | 9   | 3   | 17 | 92  | 124 | -32  |
| 9.  | KH Sanok            | 36 | 37  | 9  | 2   | 6   | 19 | 102 | 141 | -39  |
| 10. | Polonia Bytom       | 36 | 10  | 3  | 0   | 1   | 32 | 47  | 211 | -164 |

Legenda:     = awans do grupy mistrzowskiej,     = gra w grupie spadkowej

### II etap

#### Grupa mistrzowska
L = lokata, M = liczba rozegranych spotkań, Pkt = Liczba zdobytych punktów, W = Wygrane, WpD = Wygrane po dogrywce lub karnych, PpD = Porażki po dogrywce lub karnych, P = Porażki (ogółem), G+ = Gole strzelone, G- = Gole stracone, +/− Różnica bramek
| L  | Klub                | M  | Pkt | W  | WpD | PpD | P  | G+  | G-  | +/− |
| -- | ------------------- | -- | --- | -- | --- | --- | -- | --- | --- | --- |
| 1. | Podhale Nowy Targ   | 46 | 99  | 31 | 2   | 2   | 11 | 196 | 114 | +82 |
| 2. | Cracovia            | 46 | 90  | 26 | 6   | 0   | 14 | 187 | 112 | +75 |
| 3. | Stoczniowiec Gdańsk | 46 | 85  | 25 | 2   | 6   | 13 | 163 | 143 | +20 |
| 4. | GKS Tychy           | 46 | 76  | 23 | 3   | 1   | 19 | 147 | 120 | +27 |
| 5. | Naprzód Janów       | 46 | 69  | 20 | 3   | 3   | 20 | 169 | 155 | +14 |
| 6. | Zagłębie Sosnowiec  | 46 | 68  | 20 | 1   | 6   | 19 | 164 | 157 | +7  |

Legenda:     = play-off

#### Grupa spadkowa
L = lokata, M = liczba rozegranych spotkań, Pkt = Liczba zdobytych punktów, W = Wygrane, WpD = Wygrane po dogrywce lub karnych, PpD = Porażki po dogrywce lub karnych, P = Porażki (ogółem), G+ = Gole strzelone, G- = Gole stracone, +/− Różnica bramek
| L  | Klub           | M  | Pkt | W  | WpD | PpD | P  | G+  | G-  | +/−  |
| -- | -------------- | -- | --- | -- | --- | --- | -- | --- | --- | ---- |
| 1. | GKS Jastrzębie | 42 | 65  | 19 | 3   | 2   | 18 | 141 | 128 | +13  |
| 2. | TKH Toruń      | 42 | 52  | 10 | 9   | 4   | 19 | 116 | 142 | -26  |
| 3. | KH Sanok       | 42 | 52  | 14 | 2   | 6   | 20 | 125 | 153 | -28  |
| 4. | Polonia Bytom  | 42 | 10  | 3  | 0   | 1   | 38 | 55  | 239 | -184 |

Legenda:     = play-off,     = play-out

## Play-off

### Ćwierćfinały
Podhale Nowy Targ – TKH Toruń 3 – 0
| 13 lutego 2009 | Podhale Nowy Targ | 3:0 | TKH Toruń | Miejska Hala Lodowa, Nowy Targ |

| Godzina: 19:15 | K. Dziubiński 08:48 (EQ) V. Kubenko 40:27 (EQ) D. Gruszka 48:18 (EQ) | (1:0, 0:0, 2:0) |  | Widzów: 1500 Sędzia główny: Paweł Meszyński |

| 14 lutego 2009 | Podhale Nowy Targ | 4:2 | TKH Toruń | Miejska Hala Lodowa, Nowy Targ |

| Godzina: 18:00 | K. Zapała 09:32 (PP) M. Ivičič 30:57 (EQ) M. Baranyk 43:13 (EQ) M. Kacíř 58:18 (PP) | (1:0, 1:1, 2:1) | 38:11 (PP) R. Cychowski 57:01 (EQ) P. Bomastek | Widzów: 1600 Sędzia główny: Grzegorz Porzycki |

| 17 lutego 2009 | TKH Toruń | 3:6 | Podhale Nowy Targ | Tor-Tor, Toruń |

| Godzina: 18:30 | P. Bomastek 00:13 (EQ) V. Búřil 03:35 (PP) V. Búřil 41:11 (PP) | (2:2, 0:2, 1:2) | 05:09 (EQ) M. Baranyk 07:05 (EQ) M. Kacíř 32:57 (PP) M. Kacíř 36:42 (PP) M. Baranyk 58:42 (EN) K. Zapała 59:49 (EN) J. Różański | Widzów: 2100 Sędzia główny: Grzegorz Dzięciołowski |

Cracovia – GKS Jastrzębie 3 – 0
| 13 lutego 2009 | Cracovia | 2:0 | GKS Jastrzębie | Sztuczne lodowisko im. „Rocha”, Kraków |

| Godzina: 18:00 | F. Drzewiecki 09:40 (EQ) J. Mihálik 59:12 (EN) | (1:0, 0:0, 1:0) |  | Widzów: 1500 Sędzia główny: Przemysław Kępa |

| 14 lutego 2009 | Cracovia | 4:2 | GKS Jastrzębie | Sztuczne lodowisko im. „Rocha”, Kraków |

| Godzina: 18:00 | S. Kowalówka 21:51 (EQ) M. Dulęba 24:08 (EQ) D. Laszkiewicz 48:42 (EQ) F. Drzewiecki 59:12 (PP) | (0:0, 2:1, 2:1) | 31:34 (PP) P. Zdráhal 51:53 (EQ) P. Lipina | Widzów: 800 Sędzia główny: Maciej Pachucki |

| 17 lutego 2009 | GKS Jastrzębie | 1:4 | Cracovia | Jastor, Jastrzębie-Zdrój |

| Godzina: 19:15 | A. Szöke 22:07 (PP) | (0:1, 1:1, 0:2) | 19:30 (EQ) S. Witowski 38:39 (EQ) J. Mihálik 50:17 (PP) L. Laszkiewicz 54:11 (EQ) D. Laszkiewicz | Widzów: 1500 Sędzia główny: Maciej Pachucki |

Stoczniowiec Gdańsk – Zagłębie Sosnowiec 3 – 2
| 13 lutego 2009 | Stoczniowiec Gdańsk | 3:4 pk. | Zagłębie Sosnowiec | Olivia, Gdańsk |

| Godzina: 18:00 | M. Łopuski 10:24 (EQ) R. Škutchan 25:29 (EQ) M. Furo 52:29 (EQ) | (1:1, 1:1, 1:1, 0:0, 0:1) | 10:50 (EQ) R. Antonovič 30:09 (EQ) T. Bernat 46:00 (EQ) A. Ślusarczyk 65:00 (PS) M. Važan | Widzów: 3200 Sędzia główny: Grzegorz Dzięciołowski |

| 14 lutego 2009 | Stoczniowiec Gdańsk | 2:0 | Zagłębie Sosnowiec | Olivia, Gdańsk |

| Godzina: 18:00 | J. Vítek 02:26 (EQ) J. Vítek 54:02 (EQ) | (1:0, 0:0, 1:0) |  | Widzów: 3000 Sędzia główny: Paweł Meszyński |

| 17 lutego 2009 | Zagłębie Sosnowiec | 4:3 pk. | Stoczniowiec Gdańsk | Stadion Zimowy, Sosnowiec |

| Godzina: 18:00 | A. Lezo 06:11 (PP) T. Kozłowski 22:44 (SH) T. Da Costa 47:48 (PP) A. Lezo 65:00 (PS) | (1:3, 1:0, 1:0, 0:0, 1:0) | 00:24 (EQ) R. Škutchan 15:33 (PP) M. Łopuski 18:21 (SH) M. Urbanowicz | Widzów: 3000 Sędzia główny: Zbigniew Wolas |

| 18 lutego 2009 | Zagłębie Sosnowiec | 0:1 | Stoczniowiec Gdańsk | Stadion Zimowy, Sosnowiec |

| Godzina: 18:00 |  | (0:1, 0:0, 0:0) | 07:05 (PP) M. Smeja | Widzów: 3500 Sędzia główny: Jacek Rokicki |

| 20 lutego 2009 | Stoczniowiec Gdańsk | 3:2 pk. | Zagłębie Sosnowiec | Olivia, Gdańsk |

| Godzina: 19:15 | M. Urbanowicz 28:01 (EQ) M. Urbanowicz 30:38 (EQ) R. Škutchan 65:00 (PS) | (0:1, 2:1, 0:0, 0:0, 1:0) | 04:39 (EQ) A. Lezo 26:25 (PP) T. Da Costa | Widzów: 4100 Sędzia główny: Przemysław Kępa |

GKS Tychy – Naprzód Janów 3 – 1
| 13 lutego 2009 | GKS Tychy | 6:3 | Naprzód Janów | Stadion Zimowy, Tychy |

| Godzina: 18:00 | T. Jakeš 06:45 (PP) M. Garbocz 13:52 (PP) S. Gonera 23:15 (EQ) R. Bacul 29:12 (PP) F. Bakrlík 39:51 (EQ) A. Parzyszek 59:53 (PP) | (2:1, 3:0, 1:2) | 04:42 (PP) W. Klisiak 44:19 (EQ) W. Stachura 47:46 (EQ) W. Wojtarowicz | Widzów: 2400 Sędzia główny: Włodzimierz Marczuk |

| 14 lutego 2009 | GKS Tychy | 3:4 pk. | Naprzód Janów | Stadion Zimowy, Tychy |

| Godzina: 18:00 | A. Parzyszek 28:17 (EQ) A. Parzyszek 31:43 (PP) R. Bacul 54:53 (EQ) | (0:2, 2:1, 1:0, 0:0, 0:1) | 09:29 (EQ) W. Wojtarowicz 16:10 (PP) P. Tabaček 36:15 (EQ) W. Klisiak 65:00 (PS) O. Lauko | Widzów: 2100 Sędzia główny: Jacek Rokicki |

| 17 lutego 2009 | Naprzód Janów | 1:2 | GKS Tychy | Jantor, Katowice |

| Godzina: 18:00 | W. Klisiak 37:04 (EQ) | (0:1, 1:1, 0:0) | 04:58 (EQ) F. Bakrlík 23:07 (EQ) A. Parzyszek | Widzów: 1500 Sędzia główny: Przemysław Kępa |

| 18 lutego 2009 | Naprzód Janów | 2:4 | GKS Tychy | Jantor, Katowice |

| Godzina: 18:00 | Ł. Elżbieciak 34:51 (EQ) Ma. Słodczyk 47:54 (SH) | (0:0, 1:1, 1:3) | 36:17 (PP) L. Paciga 44:58 (SH) R. Bacul 45:16 (SH) A. Bagiński 55:43 (EQ) R. Bacul | Widzów: 1200 Sędzia główny: Maciej Pachucki |

### o miejsca 5-8.
Naprzód Janów – TKH Toruń 10 – 9
| 27 lutego 2009 | TKH Toruń | 7:2 | Naprzód Janów | Tor-Tor, Toruń |

| Godzina: 18:30 | M. Mravec 02:07 (PP) J. Dołęga 18:18 (PP) M. Mravec 23:27 (EQ) A. Marmurowicz 32:17 (EQ) T. Paakkarinen 34:41 (EQ) S. Salonen 54:12 (PP) M. Mravec 55:43 (SH) | (2:1, 3:0, 2:1) | 00:45 (EQ) W. Wojtarowicz 42:40 (EQ) M. Słodczyk | Widzów: 1200 Sędzia główny: Przemysław Kępa |

| 1 marca 2009 | Naprzód Janów | 8:2 pk. | TKH Toruń | Jantor, Katowice |

| Godzina: 17:00 | A. Kowalówka 11:56 (EQ) M. Słodczyk 14:36 (EQ) W. Wojtarowicz 34:57 (EQ) A. Gretka 35:23 (EQ) T. Jóźwik 45:37 (EQ) J. Gabryś 46:36 (EQ) M. Frączek 50:24 (EQ) O. Lauko 65:00 (PS) | (2:0, 2:2, 3:0, 1:0) | 25:15 (SH) P. Bomastek 26:24 (EQ) A. Marmurowicz | Widzów: 500 Sędzia główny: Zbigniew Wolas |

Zagłębie Sosnowiec – GKS Jastrzębie 8 – 6
| 27 lutego 2009 | GKS Jastrzębie | 3:4 | Zagłębie Sosnowiec | Jastor, Jastrzębie-Zdrój |

| Godzina: 18:00 | P. Zdráhal 09:06 (EQ) A. Labryga 41:49 (EQ) M. Danieluk 59:15 (EQ) | (1:2, 0:1, 2:1) | 02:57 (EQ) Z. Podlipni 09:25 (EQ) Z. Podlipni 28:42 (EQ) T. Da Costa 56:07 (EQ) M. Kozłowski | Widzów: 400 Sędzia główny: Włodzimierz Marczuk |

| 1 marca 2009 | Zagłębie Sosnowiec | 4:3 | GKS Jastrzębie | Stadion Zimowy, Sosnowiec |

| Godzina: 17:00 | M. Važan 03:46 (EQ) S. Biela 13:00 (EQ) T. Bernat 44:02 (PP) M. Važan 58:34 (EQ) | (2:2, 0:0, 2:1) | 00:38 (EQ) P. Lipina 12:37 (EQ) R. Bibrzycki 47:25 (EQ) R. Bibrzycki | Widzów: 600 Sędzia główny: Grzegorz Porzycki |

#### o 7. miejsce
TKH Toruń – GKS Jastrzębie 0 – 2
| 6 marca 2009 | TKH Toruń | 1:2 | GKS Jastrzębie | Tor-Tor, Toruń |

| Godzina: 18:30 | Z. Kubát 41:59 (EQ) | (0:0, 0:1, 1:1) | 28:63 (EQ) R. Bibrzycki 57:16 (EQ) R. Bibrzycki | Widzów: 600 Sędzia główny: Maciej Pachucki |

| 7 marca 2009 | GKS Jastrzębie | 7:2 | TKH Toruń | Jastor, Jastrzębie-Zdrój |

| Godzina: 18:00 | T. Kulas 05:37 (EQ) A. Szöke 17:00 (EQ) J. Radwan 28:17 (EQ) P. Lipina 43:28 (EQ) P. Lipina 47:14 (SH) R. Bibrzycki 51:46 (EQ) P. Lipina 55:53 (EQ) | (2:1, 1:1, 4:0) | 19:29 (EQ) K. Piotrowski 22:12 (EQ) V. Búřil | Widzów: 600 Sędzia główny: Grzegorz Dzięciołowski |

#### o 5. miejsce
Naprzód Janów – Zagłębie Sosnowiec 2 – 0
| 1 marca 2009 | Zagłębie Sosnowiec | 5:6 | Naprzód Janów | Stadion Zimowy, Sosnowiec |

| Godzina: 18:00 | P. Hruby 01:13 (EQ) M. Jaros 23:08 (EQ) A. Ślusarczyk 39:08 (EQ) T. Kozłowski 45:51 (EQ) M. Pawlak 58:15 (EQ) | (1:3, 2:3, 2:0) | 02:40 (EQ) T. Jóźwik 06:43 (EQ) M. Słodczyk 11:02 (SH) P. Tabaček 23:32 (EQ) T. Jóźwik 30:42 (PP) O. Lauko 37:39 (EQ) W. Wojtarowicz | Widzów: 500 Sędzia główny: Zbiginiew Wolas |

| 7 marca 2009 | Naprzód Janów | 6:5 pd. | Zagłębie Sosnowiec | Jantor, Katowice |

| Godzina: 17:00 | O. Lauko 00:22 (EQ) M. Frączek 16:43 (EQ) A. Kowalówka 21:14 (PP) W. Klisiak 28:55 (EQ) P. Gallo 29:27 (EQ) T. Jóźwik 60:27 (PP) | (2:3, 3:1, 0:1, 1:0) | 01:12 (PP) K. Duszak 04:52 (EQ) Z. Podlipni 16:15 (PP) Ł. Podsiadło 34:21 (SH) M. Pawlak 52:11 (SH) M. Jaros | Widzów: 700 Sędzia główny: Jacek Rokicki |

### Półfinały
Podhale Nowy Targ – GKS Tychy 2 – 4
| 24 lutego 2009 | Podhale Nowy Targ | 5:2 | GKS Tychy | Miejska Hala Lodowa, Nowy Targ |

| Godzina: 18:00 | M. Kacíř 05:53 (EQ) M. Kacíř 23:03 (EQ) S. Łabuz 31:31 (EQ) T. Malasiński 52:54 (PP) K. Zapała 53:34 (PP) | (1:0, 2:1, 2:1) | 28:26 (EQ) S. Krzak 58:15 (EQ) T. Wołkowicz | Widzów: 3100 Sędzia główny: Maciej Pachucki Sędziowie liniowi: Grzegorz Porzycki |

| 25 lutego 2009 | Podhale Nowy Targ | 3:2 | GKS Tychy | Miejska Hala Lodowa, Nowy Targ |

| Godzina: 19:15 | K. Bryniczka 15:03 (EQ) T. Malasiński 30:54 (EQ) K. Dziubiński 56:00 (PP) | (1:0, 1:0, 1:2) | 42:35 (EQ) L. Paciga 45:32 (PP) R. Bacul | Widzów: 2500 Sędzia główny: Włodzimierz Marczuk Sędziowie liniowi: Grzegorz Dzięciołowski |

| 28 lutego 2009 | GKS Tychy | 3:1 | Podhale Nowy Targ | Stadion Zimowy, Tychy |

| Godzina: 18:15 | M. Kotlorz 22:16 (EQ) T. Wołkowicz 28:48 (PP) L. Paciga 49:07 (EQ) | (0:0, 2:1, 1:0) | 23:22 (EQ) Ł. Batkiewicz | Widzów: 2500 Sędzia główny: Zbigniew Wolas Sędziowie liniowi: Paweł Meszyński |

| 1 marca 2009 | GKS Tychy | 4:3 | Podhale Nowy Targ | Stadion Zimowy, Tychy |

| Godzina: 18:00 | T. Proszkiewicz 11:15 (SH) K. Majkowski 20:45 (PP) M. Garbocz 27:46 (PP) A. Parzyszek 51:27 (EQ) | (1:1, 2:1, 1:1) | 07:50 (EQ) M. Kacíř 31:07 (EQ) M. Baranyk 59:45 (PP) K. Dziubiński | Widzów: 2500 Sędzia główny: Paweł Meszyński Sędziowie liniowi: Maciej Pachucki |

| 4 marca 2009 | Podhale Nowy Targ | 3:6 | GKS Tychy | Miejska Hala Lodowa, Nowy Targ |

| Godzina: 18:15 | M. Kacíř 37:38 (EQ) D. Gruszka 47:31 (EQ) M. Kacíř 50:19 (PP) | (0:1, 1:3, 2:2) | 11:05 (EQ) T. Maćkowiak 21:02 (EQ) T. Proszkiewicz 24:29 (EQ) F. Bakrlík 27:11 (EQ) R. Bacul 54:11 (EQ) L. Paciga 55:04 (EQ) T. Proszkiewicz | Widzów: 3000 Sędzia główny: Włodzimierz Marczuk Sędziowie liniowi: Maciej Pachucki |

| 6 marca 2009 | GKS Tychy | 3:2 pk. | Podhale Nowy Targ | Stadion Zimowy, Tychy |

| Godzina: 19:15 | L. Paciga 40:14 (PS) A. Parzyszek 49:42 (PP) F. Bakrlík 65:00 (PS) | (0:0, 0:1, 2:1, 0:0, 1:0) | 21:45 (EQ) M. Baranyk 53:16 (EQ) D. Gruszka | Widzów: 2716 Sędzia główny: Grzegorz Porzycki Sędziowie liniowi: Grzegorz Dzięciołowski |

Cracovia – Stoczniowiec Gdańsk 4 – 0
| 24 lutego 2009 | Cracovia | 4:2 | Stoczniowiec Gdańsk | Sztuczne lodowisko im. „Rocha”, Kraków |

| Godzina: 19:15 | M. Piotrowski 21:53 (EQ) J. Mihálik 28;08 (PP) D. Laszkiewicz 33:45 (EQ) J. Mihálik 36:18 (EQ) | (0:0, 4:1, 0:1) | 23:08 (PP) J. Vítek 40:30 (EQ) J. Vítek | Widzów: 1600 Sędzia główny: Jacek Rokicki Sędziowie liniowi: Przemysław Kępa |

| 25 lutego 2009 | Cracovia | 5:0 | Stoczniowiec Gdańsk | Sztuczne lodowisko im. „Rocha”, Kraków |

| Godzina: 19:15 | L. Laszkiewicz 02:22 (PP) J. Mihálik 22:02 (EQ) J. Mihálik 24:52 (EQ) D. Słaboń 33:17 (PP) D. Słaboń 52:38 (PP) | (1:0, 3:0, 1:0) |  | Widzów: 1500 Sędzia główny: Paweł Meszyński Sędziowie liniowi: Grzegorz Porzycki |

| 28 lutego 2009 | Stoczniowiec Gdańsk | 4:5 pd. | Cracovia | Olivia, Gdańsk |

| Godzina: 19:15 | M. Urbanowicz 00:42 (EQ) M. Urbanowicz 14:51 (PP) J. Rzeszutko 23:12 (PP) M. Urbanowicz 48:42 (EQ) | (2:1, 1:0, 1:3, 0:1) | 16:02 (EQ) M. Piotrowski 48:13 (EQ) L. Laszkiewicz 49:03 (PP) L. Laszkiewicz 59:32 (EQ) D. Laszkiewicz 62:16 (SH) L.Laszkiewicz | Widzów: 3500 Sędzia główny: Przemysław Kępa Sędziowie liniowi: Jacek Rokicki |

| 1 marca 2009 | Stoczniowiec Gdańsk | 3:4 | Cracovia | Olivia, Gdańsk |

| Godzina: 16:15 | M. Smeja 08:08 (PP) M. Łopuski 18:00 (EQ) P. Poziomkowski 23:57 (EQ) | (2:0, 1:3, 0:1) | 20:47 (PP) M. Csorich 37:03 (EQ) G. Pasiut 37:28 (EQ) M. Piotrowski 56:56 (PP) D. Słaboń | Widzów: 2100 Sędzia główny: Włodzimierz Marczuk Sędziowie liniowi: Grzegorz Dzęciołowski |

### Mały finał
Podhale Nowy Targ – Stoczniowiec Gdańsk 3 – 0
| 9 marca 2009 | Podhale Nowy Targ | 6:2 | Stoczniowiec Gdańsk | Miejska Hala Lodowa, Nowy Targ |

| Godzina: 18:00 | M. Kacíř 06:54 (EQ) M. Kolusz 11:14 (EQ) M. Baranyk 13:31 (EQ) M. Ivičič 17:51 (EQ) K. Dziubiński 22:59 (EQ) T. Malasiński 32:34 (EQ) | (4:1, 2:0, 0:1) | 08:32 (EQ) P. Hurtaj 58:35 (EQ) M. Łopuski | Widzów: 600 Sędzia główny: Zbigniew Wolas Sędziowie liniowi: Grzegorz Porzycki |

| 10 marca 2009 | Podhale Nowy Targ | 7:4 | Stoczniowiec Gdańsk | Miejska Hala Lodowa, Nowy Targ |

| Godzina: 18:00 | V. Kubenko 01:28 (EQ) K. Dziubiński 11:05 (EQ) Ł. Batkiewicz 16:19 (EQ) K. Zapała 46:56 (EQ) M. Kolusz 50:17 (EQ) M. Voznik 53:13 (EQ) J. Różański 56:44 (EQ) | (3:1, 0:1, 4:2) | 03:15 (EQ) J. Vítek 38:05 (EQ) R. Škutchan 40:56 (PP) M. Łopuski 54:42 (EQ) J. Vítek | Widzów: 700 Sędzia główny: Grzegorz Dzięciołowski Sędziowie liniowi: Włodzimierz Marczuk |

| 13 marca 2009 | Stoczniowiec Gdańsk | 3:4 | Podhale Nowy Targ | Olivia, Gdańsk |

| Godzina: 18:00 | M. Łopuski 00:45 (EQ) M. Łopuski 19:44 (PP) J. Vítek 58:32 (EQ) | (2:2, 0:2, 1:0) | 02:04 (EQ) M. Ivičič 15:18 (PP) M. Kacíř 34:49 (PS) M. Ivičič 35:26 (EQ) K. Zapała | Widzów: 1500 Sędzia główny: Zbigniew Wolas Sędziowie liniowi: Grzegorz Porzycki |

### Finał
Cracovia – GKS Tychy 4 – 1
| 9 marca 2009 | Cracovia | 5:4 pk. | GKS Tychy | Sztuczne lodowisko im. „Rocha”, Kraków |

| Godzina: 19:00 | M. Csorich 19:47 (PP) F. Drzewiecki 28:52 (EQ) G. Pasiut 59:33 (PP) L. Laszkiewicz 59:49 (EQ) L. Laszkiewicz 65:00 (PS) | (1:2, 1:0, 2:2, 0:0, 1:0) | 08:39 (EQ) M. Jakubik 14:47 (EQ) F. Bakrlík 50:59 (EQ) R. Bacul 52:19 (EQ) A. Bagiński | Widzów: 1800 Sędzia główny: Przemysław Kępa Sędziowie liniowi: Jacek Rokicki |

| 10 marca 2009 | Cracovia | 2:1 | GKS Tychy | Sztuczne lodowisko im. „Rocha”, Kraków |

| Godzina: 19:15 | L. Laszkiewicz 20:33 (EQ) G. Pasiut 53:39 (EQ) | (0:0, 1:1, 1:0) | 34:45 (EQ) L. Paciga | Widzów: 1800 Sędzia główny: Maciej Pachucki Sędziowie liniowi: Paweł Meszyński |

| 12 marca 2009 | GKS Tychy | 4:3 | Cracovia | Stadion Zimowy, Tychy |

| Godzina: 18:15 | M. Garbocz 32:43 (PP) A. Parzyszek 41:47 (PP) M. Garbocz 51:18 (PP) A. Parzyszek 58:00 (EQ) | (0:0, 1:1, 3:2) | 37:34 (PP) I. Bondarevs 59:12 (PP) M. Csorich 59:58 (PP) L. Laszkiewicz | Widzów: 3000 Sędzia główny: Grzegorz Porzycki Sędziowie liniowi: Zbigniew Wolas |

| 13 marca 2009 | GKS Tychy | 1:3 | Cracovia | Stadion Zimowy, Tychy |

| Godzina: 18:15 | R. Bacul 30:24 (PP) | (0:1, 1:2, 0:0) | 09:01 (EQ) I. Bondarevs 35:57 (SH) R. Verčík 39:33 (EQ) D. Słaboń | Widzów: 3000 Sędzia główny: Włodzimierz Marczuk Sędziowie liniowi: Grzegorz Dzięciołowski |

| 15 marca 2009 | Cracovia | 7:0 | GKS Tychy | Sztuczne lodowisko im. „Rocha”, Kraków |

| Godzina: 18:15 | S. Kowalówka 13:24 (SH) G. Pasiut 16:08 (EQ) L. Laszkiewicz 29:55 (PP) S. Kowalówka 30:31 (EQ) Ł. Rutkowski 33:34 (EQ) D. Laszkiewicz 37:45 (EQ) D. Słaboń 43:34 (EQ) | (2:0, 4:0, 1:0) |  | Widzów: 2000 Sędzia główny: Paweł Meszyński Sędziowie liniowi: Zbigniew Wolas |

## Play out
KH Sanok – Polonia Bytom 4 – 0
| 15 lutego 2009 | KH Sanok | 3:1 | Polonia Bytom | Arena Sanok, Sanok |

| Godzina: 18:00 | M. Mermer 15:51 (PP) P. Hrubý 29:42 (PP) L. Novák 34:18 (EQ) | (1:1, 2:0, 0:0) | 16:21 (SH) M. Belica | Widzów: 2700 Sędzia główny: Maciej Pachucki |

| 20 lutego 2009 | Polonia Bytom | 3:5 | KH Sanok | Lodowisko przy ul. Pułaskiego, Bytom |

| Godzina: 18:00 | D. Kukulski 52:46 (EQ) S. Fonfara 53:22 (EQ) M. Belica 57:38 (EQ) | (0:0, 0:1, 3:4) | 29:07 (EQ) F. Koky 43:53 (PP) M. Mermer 52:22 (EQ) R. Kostecki 55:08 (EQ) F. Koky 59:54 (EN) M. Mermer | Widzów: 1000 Sędzia główny: Zbigniew Wolas |

| 22 lutego 2009 | Polonia Bytom | 6:7 pk. | KH Sanok | Lodowisko przy ul. Pułaskiego, Bytom |

| Godzina: 18:00 | S. Fonfara 13:48 (EQ) D. Kukulski 16:20 (EQ) S. Fonfara 23:26 (EQ) B. Bomba 23:33 (EQ) B. Stępień 44:11 (EQ) M. Puzio 59:59 (EQ) | (2:2, 2:2, 2:2, 0:0, 0:1) | 08:51 (PP) T. Valečko 19:31 (PP) T. Valečko 34:46 (PP) T. Demkowicz 39:53 (EQ) M. Mermer 50:14 (PP) F. Koky 51:58 (EQ) L. Novák 65:00 (PS) T. Valečko | Widzów: 1500 Sędzia główny: Włodzimierz Marczuk |

| 27 lutego 2009 | KH Sanok | 8:2 | Polonia Bytom | Arena Sanok, Sanok |

| Godzina: 18:00 | F. Koky 00:38 (EQ) P. Hrubý 07:17 (EQ) M. Biały 28:12 (EQ) W. Milan 31:30 (PP) B. Rąpała 48:50 (PP) M. Biały 49:57 (EQ) W. Milan 52:47 (PP) W. Milan 56:29 (PP) | (2:0, 2:0, 4:2) | 41:19 (EQ) M. Krokosz 57:22 (EQ) P. Ivičič | Widzów: 2500 Sędzia główny: Jacek Rokicki |